# 混農林業
混農林業（英語：或）或稱農林間作、農業森林學、混農森林學、農用林業、农林混作系统、混林農業等，是一種結合林業與農業間土地利用的研究學科或者實作方式。混農林業的方法是將農地上的農作物與多年生木本植物（如喬木、灌木等）交互種植，使單位農地上的作物產量增加並使生產多元化，有時也會與家畜、養蜂、漁塭等農業相互結合。
混農林業結合了農業與林業技術，創造了更加多元、更多產量、更高利潤、更加環保，並且可永續經營的土地利用模式。
混農林業另一種狹義的定義為：農場上的林業（Trees on farms.）。
混農林業是一種將樹木與農作物或牧草結合的土地使用管理系統。結合農業和林業技術成為一個多元栽培系統，這個系統可以生產木材、水果、堅果、其他食用植物產品、食用菌、藥用植物、觀賞植物、動物和動物產品，以及其他來自馴化和野生物種的產品。
除了生產之外，混農林業的效益還包括提高農場生產力、更健康的環境、降低農民風險、美觀、增加農場利潤、減少土壤流失、創造野生動物棲息地、減少污染、管理動物排泄物、增加生物多樣性、改善土壤結構及碳封存。由於其多重效益，美國和歐洲接普遍採用，聯合國糧農組織（FAO）也十分重視混農林業 （页面存档备份，存于）。

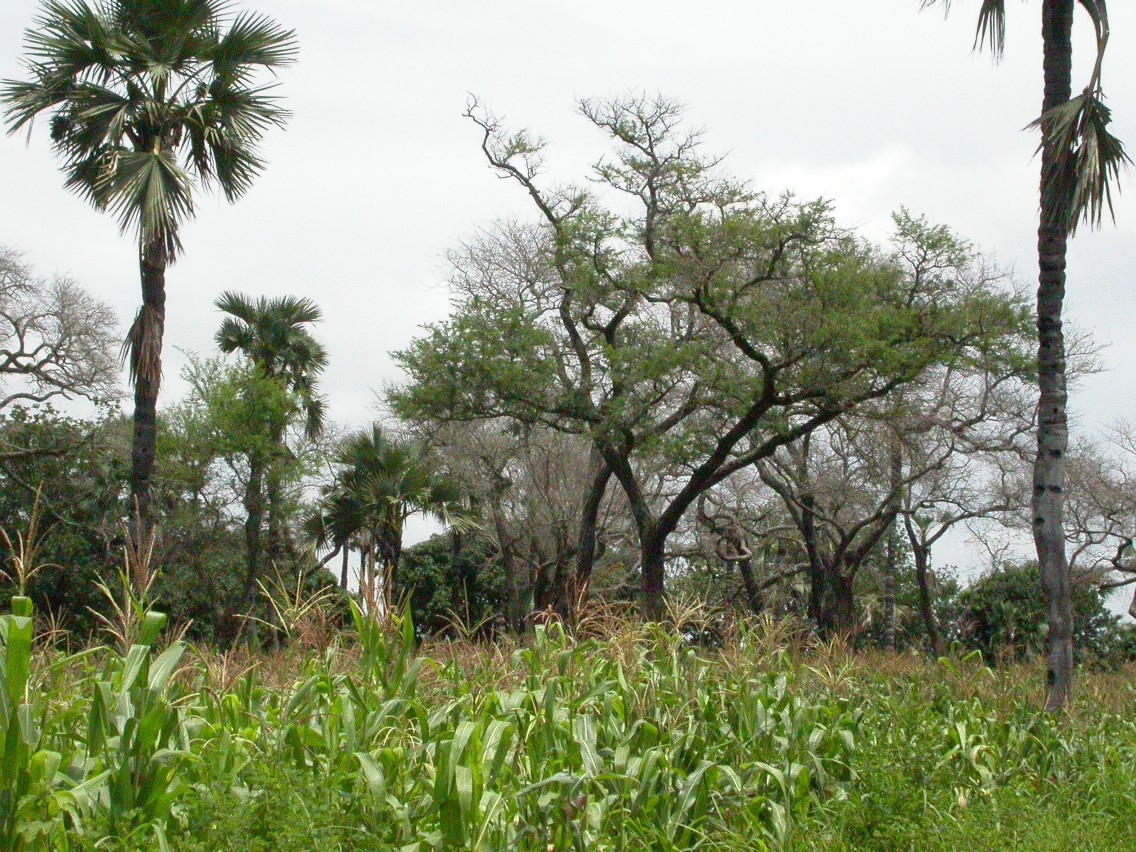
在布吉納法索邦福拉的某處農林混合用地上，當地農民將高粱種植在白相思樹與扇葉糖棕的樹下。

混農林業並不是一種新的作業方式，史上早就有農作物與樹木混植的紀錄。例如：歐洲在中世紀或更早之前，普遍會在農地裡種樹苗或直接播種樹木的種子；台灣原住民的傳統山地遊墾農耕方式，也會保留一些原生樹木於其中。由於開發中國家農民的貧窮問題日益嚴重，混農林業研究的重要受到國際重視，因此國際混農林業研究中心（International Centre for Research in Agroforestry, ICRAF）於 1977 年成立，並將總部設於肯亞首都奈洛比，其主要任務是「支持、計畫及協調世界性的農業和林業合併土地經營系統」。ICRAF 最初目標是提昇混農林業技術，增加開發中國家的土地生產力，舒緩糧食不足及貧困的威脅。首先收集全世界混農林業技術，並進行科學性分析歸納，2002 年混農林業的多種形態名稱，供為新的土地利用方式解說示範之用，之後世界各國也重新檢視混農林業的重要性，除了參與開發中國家之國際協力援助之外，不僅熱帶地域，甚至林業先進之美國、加拿大、日本等國之混農林業也再度受到重視。ICRAF 在 2002 年更名為世界混農林業中心（World Agroforestry Centre)，分別在東南亞、南亞、東非、南非、西非及中非、拉丁美洲等六地區，進行全球性混農林業的研究與推廣工作。

## 定義
最基本的混農林業是指在同一塊土地上有意的將樹木與農作物或牧草結合的各種多元栽培系統。農林業系統經過集中管理，以優化所包含的植物和動物之間有益的互動，並「將森林作為設計的典範」。因此，混農林業是可以說是應用農業生態學（applied agaoecology）。

## 歷史與科學研究
「Agroforest（中譯：混農林業）」一詞由加拿大林業學家 John Bene 於 1973 年創造，但此概念包括已存在數千年的農業實踐，不過，與森林生態系統有密切關係的原住民社區，幾個世紀以來一直非正式地實踐混農林業。
熱帶地區的混農林業則是歷史悠久，在世界各地的熱帶地區都很普遍，特別是以 「熱帶家庭花園 」的形式存在。有些 「熱帶家庭花園 」已經連續種植了幾個世紀。在中美洲的一個「家庭花園」中，僅十分之一英畝（大約 400 平方公尺）的土地上就可以種植 25 種不同的樹木和糧食作物。「熱帶家庭花園」是種植者在沒有正式研究或機構支援的情況下，長期發展出來的傳統系統，其特點是利用植物的複雜性和多樣性高，樹冠為生產食物、燃料和遮蔭的樹種和棕櫚樹種，中層為生產水果或香料的灌木，底層為根菜、藥草、豆類、觀賞植物和其他非木本作物。
1929 年，J. Russel Smith 出版了《Tree Crops：A Permanent Agriculture》一書，他在書中提出美國農業應從兩方面進行改變：一是利用非耕地進行林木種植，二是利用林木生產的作物取代牲畜飼料中的穀物。Smith 在書中寫道，蜜槐是一種豆科植物，它生產的豆莢可作為營養豐富的家畜飼料，具有很大的作物潛力。這本書的副標題後來促成了 permaculture 一詞的創造。
研究最多的混農林業實踐涉及兩個組成部分之間的簡單互動，例如：簡單配置的籬笆或與單一作物結合的樹木。混農林業系統及其所帶來的效益存在很大差異。現代科學所理解的混農林業源自於傳統的土著和當地實踐，是通過世世代代與生態系統密切相處而形成的。

## 外部連結
- Why Food Forests? （页面存档备份，存于）, Permaculture Research Institute
- Plant an Edible Forest Garden （页面存档备份，存于）, Mother Earth News
- The garden of the future?, The Guardian
- Forest gardens （页面存档备份，存于）, Permaculture Association
- El Pilar Forest Garden Network （页面存档备份，存于）, information on traditional Maya forest gardening
- National Agroforestry Center (USDA)
- Agroforestry Practices 的存檔，存档日期2013-03-09. by The Center for Agroforestry, University of Missouri.
- Hwwff.cce.cornell.edu （页面存档备份，存于）
- Ces.ncsu.edu （页面存档备份，存于）
- Trees with Edible Leaves The Perennial Agriculture Institute.
- Ntfpinfo.us （页面存档备份，存于）
- Dcnr.state.pa.us
- Inga Foundation （页面存档备份，存于）
- Rainforest Saver Foundation (Inga alley cropping projects in Honduras and Cameroon) （页面存档备份，存于）
- Inga alley cropping as an agrometeorogical service to slash and burn cultivation 的存檔，存档日期26 May 2012.
- What is inga alley cropping? （页面存档备份，存于）
- Farmer Managed Natural Regeneration Website （页面存档备份，存于）
- Re-Greening the Sahel （页面存档备份，存于） at IFPRI
- The Development of Farmer Managed Natural Regeneration （页面存档备份，存于）
- Farmer Managed Natural Regeneration – Video （页面存档备份，存于）
- National Agroforesty Center (USDA) （页面存档备份，存于）
- World Agroforestry Centre （页面存档备份，存于）
- The CGIAR Research Program on Forests, Trees and Agroforestry (FTA) （页面存档备份，存于）
- Australian agroforestry （页面存档备份，存于）
- Green Belt Movement （页面存档备份，存于）
- Plants For A Future （页面存档备份，存于）
- Agroforestry in France and Europe （页面存档备份，存于）

Media
- 短片 Agroforestry Practices – Alley Cropping (2004) 可在互联网档案馆自由下载.
- 短片 Agroforestry Practices – Forest Farming (2004) 可在互联网档案馆自由下载.
- 短片 Agroforestry Practices – Riparian Forest Buffers (2004) 可在互联网档案馆自由下载.
- 短片 Agroforestry Practices – Silvopasture (2004) 可在互联网档案馆自由下载.
- 短片 Agroforestry Practices – Windbreaks (2004) 可在互联网档案馆自由下载.
- Agroforestry, stakes and perspectives. （页面存档备份，存于） Agroof Production, Liagre F. and Girardin N.